# Municipio de Center (condado de Vanderburgh)
El municipio de Center (en inglés: Center Township) es un municipio ubicado en el condado de Vanderburgh en el estado estadounidense de Indiana. En el año 2010 tenía una población de 39007 habitantes y una densidad poblacional de 442,21 personas por km².

## Geografía
El municipio de Center se encuentra ubicado en las coordenadas 38°2′46″N 87°32′23″O / 38.04611, -87.53972. Según la Oficina del Censo de los Estados Unidos, el municipio tiene una superficie total de 88.21 km², de la cual 87.07 km² corresponden a tierra firme y (1.29%) 1.13 km² es agua.

## Demografía
Según el censo de 2010, había 39007 personas residiendo en el municipio de Center. La densidad de población era de 442,21 hab./km². De los 39007 habitantes, el municipio de Center estaba compuesto por el 93.34% blancos, el 2.84% eran afroamericanos, el 0.16% eran amerindios, el 1.37% eran asiáticos, el 0.05% eran isleños del Pacífico, el 0.68% eran de otras razas y el 1.55% pertenecían a dos o más razas. Del total de la población el 1.76% eran hispanos o latinos de cualquier raza.